# Publio Sulpicio Saverrión (cónsul 279 a. C.)
Publio Sulpicio Saverrión  fue un político y militar de la Antigua Roma, hijo del consular homónimo y cónsul en el año 279 a. C. con Publio Decio Mus de colega. Comandó junto a su colega la guerra contra Pirro de Epiro. Perteneció a una rama patricia de la gens Sulpicia.